# Старая Степановка (Пензенская область)
Ста́рая Степа́новка — село в Лунинском районе Пензенской области. Административный центр Степановского сельсовета.

## География
Село расположено в северной части Пензенской области, на расстоянии примерно в 19 км (по прямой) к западу-северо-западу от Лунино, административного центра района.
Часовой пояс
Село Старая Степановка как и вся Пензенская область, находится в часовой зоне МСК (московское время). Смещение применяемого времени относительно UTC составляет +3:00.

## Население
| 1710  | 1717  | 1747 | 1782 | 1864 | 1897 | 1910  |
| ----- | ----- | ---- | ---- | ---- | ---- | ----- |
| 78    | ↗102  | ↗258 | ↗500 | ↗671 | ↗823 | ↗1008 |
| 1926  | 1930  | 1959 | 1979 | 1989 | 1996 | 2002  |
| ↗1068 | ↗1130 | ↘380 | ↘356 | ↗442 | ↗457 | ↘413  |
| 2010  |       |      |      |      |      |       |
| ↘394  |       |      |      |      |      |       |

Национальный состав
Согласно результатам переписи 2002 года, в национальной структуре населения русские составляли 99 % из 413 чел.